# 尖晶橄榄石
尖晶橄欖石，亦作γ相橄欖石或從英語音譯作林伍德石，是一種於高溫高壓環境下（約介於525公里至660公里間的地函）產生的礦物，為橄欖石（一種鐵鎂矽酸鹽礦物）的同質異相體。
尖晶橄欖石能將水合物包含於其結構中，結合其於地球內部地函出現的證據，說明很有可能在410至660公里深處的过渡带地幔1%是水，就相当于地球上所有海洋水量总和的3倍。
此礦物首次在1969年於Temham隕石中被發現，且被認為很有可能大量地存在於地球的地函中。从巴西茹伊纳地区地面上的岩浆中发现的钻石中存在40微米长的晶体内含物。光谱分析表明这就是尖晶橄榄石；在线发表于《自然》上的进一步分析显示，尖晶橄榄石含有氢氧键，表明晶格中至少含有1.4%的水。
尖晶橄欖石又名林伍德石（Ringwoodite），以著名的澳洲地球內部學家泰德·林伍德（1930－1993）命名，他主要研究地函礦物（如輝石與橄欖石）於地球內部超過600公里深處的同質異相體特性。
在地面以下410km深处（14GPa）的地幔过渡带上界，橄欖石（α相）的晶体粒度随着压力升高转变为更高密度和波速的瓦兹利石（似尖晶橄欖石）（β相），体积减少8%。在过渡带520km深处，瓦兹利石变成尖晶橄榄石（γ相）与石榴石，体积减少29%。而在超過660公里深處（23.5GPa）的地函，高压相的尖晶橄榄石随着压力升高发生了两种密度更大的后尖晶石相变：布里奇曼石与方镁石。